# Siderazot
El siderazot és un mineral de la classe dels elements natius. Rep el seu nom del grec "sideros", ferro, i "azoton", nitrogen, referint-se a la seva composició química. De vegades també se'l coneix amb el nom de silvestrita.

## Característiques
El siderazot és un nitrur de ferro, amb fórmula química FeNx a Fe₃N1,33, sent x ~ 0,25-0,5. Cristal·litza en el sistema hexagonal, formant una capa molt fina sobre la lava. Va ser descoberta l'any 1876 a l'Etna, a la província de Catània (Sicília, Itàlia). També se n'ha trobat al Vesuvi (Campania, Itàlia) i al volcà Krysuvik, a Islàndia.
Durant molts anys va estar classificada com una espècie qüestionable per l'Associació Mineralògica Internacional degut a la manca d'anàlisis concluents sobre la seva composició química. L'any 2021 es van obtenir noves dades químiques i estructurals. A més, es proporcionen dades de Raman i de reflectància, i el conjunt complet de dades indiquen que el siderazot posseeix l'estructura del tipus ε-Fe₃N. A la llum d’aquestes noves dades, l'estat del siderazot passa de qüestionable a redefinida.
Segons la classificació de Nickel-Strunz, el siderazot pertany a «01.BC - Nitrurs» juntament amb els següents minerals: roaldita, carlsbergita, osbornita i nitrur de gal·li.